# Pogányszentpéter, Somogy
Pogányszentpéter  este un sat în districtul Csurgó, județul Somogy, Ungaria, având o populație de 502 locuitori (2011). 

## Demografie
Componența etnică a satului Pogányszentpéter
     Maghiari (81,73%)
     Romi (18,27%)
Componența confesională a satului Pogányszentpéter
     Romano-catolici (65,74%)
     Luterani (11,75%)
     Fără religie (5,58%)
     Necunoscută (16,93%)
Conform recensământului din 2011, satul Pogányszentpéter avea 502 locuitori. Din punct de vedere etnic, majoritatea locuitorilor (81,73%) erau maghiari, cu o minoritate de romi (18,27%).  Din punct de vedere confesional, majoritatea locuitorilor (65,74%) erau romano-catolici, existând și minorități de luterani (11,75%) și persoane fără religie (5,58%). Pentru 16,93% din locuitori nu este cunoscută apartenența confesională.